# Morse (Texas)
Morse és una concentració de població designada pel cens dels Estats Units a l'estat de Texas. Segons el cens del 2000 tenia 172 habitants.

## Demografia
Segons el cens del 2000, Morse tenia 125 habitants, 61 habitatges, i 45 famílies. La densitat de població era de 120,7 habitants/km².
Dels 61 habitatges en un 45,9% hi vivien nens de menys de 18 anys, en un 67,2% hi vivien parelles casades, en un 3,3% dones solteres, i en un 24,6% no eren unitats familiars. En el 24,6% dels habitatges hi vivien persones soles l'11,5% de les quals corresponia a persones de 65 anys o més que vivien soles. El nombre mitjà de persones vivint en cada habitatge era de 2,82 i el nombre mitjà de persones que vivien en cada família era de 3,37.
Per edats la població es repartia de la següent manera: un 32,6% tenia menys de 18 anys, un 9,3% entre 18 i 24, un 26,7% entre 25 i 44, un 20,9% de 45 a 60 i un 10,5% 65 anys o més.
L'edat mediana era de 36 anys. Per cada 100 dones de 18 o més anys hi havia 107,1 homes.
La renda mediana per habitatge era de 37.143 $ i la renda mediana per família de 40.750 $. Els homes tenien una renda mediana de 21.875 $ mentre que les dones 22.000 $. La renda per capita de la població era de 13.104 $. Aproximadament el 8,7% de les famílies i el 9,9% de la població estaven per davall del llindar de pobresa.

## Poblacions més properes
El següent diagrama mostra les poblacions més properes.